# HD 73534 b
HD 73534 b es un planeta extrasolar que orbita la estrella subgigante de tipo G HD 735345, localizado aproximadamente a 316 años luz, en la constelación de Cáncer.Este planeta es un 15% más masivo que Júpiter y tarda 4,9 años en completar su periodo orbital, con un semieje mayor de 3,15 UA y una excentricidad similar a la de Júpiter (e=0.046). Este planeta fue detectado usando el método de la velocidad radial el 12 de agosto de 2009. El astrónomo Wladimir Lyra (2009) ha propuesto Pirene como el nombre común posible para HD 73534 b.